# Kaliema Antomarchi
Kaliema Antomarchi Ortega (* 25. April 1988 in Santiago de Cuba) ist eine kubanische Judoka. Sie war 2017 Weltmeisterschaftsdritte im Halbschwergewicht, der Gewichtsklasse bis 78 Kilogramm.
Antomarchi gewann 2009 ihren ersten kubanischen Meistertitel, weitere folgten 2015, 2016 und 2017. 2009 gewann sie den Titel bei den Panamerikanischen Meisterschaften. Im Juli 2009 erkämpfte sie Bronze bei der Universiade in Belgrad. Bei den Weltmeisterschaften 2009 erreichte sie den siebten Platz. 2011 und 2012  belegte sie bei den kubanischen Meisterschaften den zweiten Platz hinter Yalennis Castillo. 2013 bei den Weltmeisterschaften in Rio de Janeiro erreichte Antomarchi das Halbfinale und belegte nach Niederlagen gegen die Niederländerin Marhinde Verkerk und die Französin Audrey Tcheuméo den fünften Platz. 2015 und 2016 gewann Antomarchi jeweils Bronze bei den Panamerikanischen Meisterschaften, 2017 erreichte sie das Finale und gewann Silber hinter der Brasilianerin Samanta Soares. Bei den Weltmeisterschaften 2017 in Budapest unterlag Antomarchi im Viertelfinale der Japanerin Mami Umeki. Mit Siegen in der Hoffnungsrunde gegen die Italienerin Assunta Galeone und die Japanerin Ruika Satō erkämpfte Antomarchi eine Bronzemedaille. 2018 gewann sie die Panamerikanischen Meisterschaften und bei den Zentralamerika- und Karibikspielen. 2019 verlor sie im Finale der Panamerikanischen Meisterschaften gegen die Brasilianerin Mayra Aguiar. Vier Monate später siegte Aguiar auch im Finale der Panamerikanischen Spiele 2019 gegen Antomarchi. Bei den Weltmeisterschaften in Tokio schied Antomarchi bereits im Achtelfinale gegen die Britin Natalie Powell aus. Fünf Wochen später trafen Antomarchi und Powell auch im Finale des Grand-Slam-Turniers in Brasília aufeinander, diesmal gewann die Kubanerin. 2021 unterlag Antomarchi im Finale der Panamerikanischen Meisterschaften Vanessa Chala aus Ecuador. Bei den Olympischen Spielen in Tokio verlor sie im Viertelfinale gegen Madeleine Malonga aus Frankreich. Nach einem Sieg in der Hoffnungsrunde über die Niederländerin Guusje Steenhuis verlor sie den Kampf um eine Bronzemedaille gegen die Deutsche Anna-Maria Wagner.